# Kibramoa suprenans
Kibramoa suprenans är en spindelart som först beskrevs av Chamberlin 1919.  Kibramoa suprenans ingår i släktet Kibramoa och familjen Plectreuridae. Utöver nominatformen finns också underarten K. s. pima.